# 菓子
菓子（かし）は、食事以外の嗜好品として食べる食品。お菓子。一般に、穀類の粉を練り焼く、あるいは蒸すなどしたビスケットや饅頭、糖質を主体としたキャンディやチョコレート類、アイスクリームなどの冷凍菓子などを総合し、菓子と分類されている。
菓子の語で一般的にまず連想される食品は甘い味のものだが、嗜好食品は甘味に限らないため、たとえばスナック菓子や米菓など、いわゆる塩気のある食品も菓子である。
近代になり、冷凍冷蔵技術の向上と大量生産を可能にする工業化が進んだことで、菓子の種類と生産量は飛躍的に増えた。これにより菓子製造販売は、旧来の職人が手作りして専門菓子店（和菓子店・洋菓子店・煎餅店等）で小売りするといった形態の他、工場生産された包装済みの菓子が小売店（スーパーマーケットやドラッグストア等）で販売されるという形態が定着した。主に品質が均一で安価な商品は工場で生産し、手間のかかる高品質な物や流通の困難な商品は専門菓子店が製造するといった棲み分けが定着している。
様々なメディアやSNSによって流行が煽られるようになる食の情報化を背景に、スイーツブームを起こしている。

## 菓子の発祥と伝播
約1万年前の壁画に蜂蜜の採取と思われる絵があり、人類は有史以前から蜂蜜や果物などの甘味を求めていた。また、身体維持に欠かせない塩分は、その必要性から塩味といったおいしさとして認識されていた。様々な穀物を粉にし、それを練って火にかけるという初歩的な調理が行われるようになってからは、食物に対して栄養を求めるだけでなく、甘味や塩味をより楽しむ事が求められるようになり、そういった味覚への追求が菓子を創造する原動力になったとも考えられている。
農耕や牧畜が発展し、原種の小麦が現代品種に至って以降、文明の発達と共に菓子が作られはじめた。紀元前22世紀頃の古代メソポタミアの新シュメール時代、マリ王朝の宮殿跡から「うずくまるライオン」の菓子型が出土している。「楔形文字」の解読研究によるとマリ王朝には「メルスの製造者」という職業があり、「メルス」は練った生地にナツメヤシやピスタチオ、干しイチジクや干しブドウ、蜂蜜や各種の香辛料を混ぜ込んで焼き上げたものだとされていることがわかり、これが現代の焼き菓子につながるものだとも考えられている。
また紀元前1175年、エジプトのラムセス3世の墓には、製パン施設と思われる壁画があり、パンとともに「ウテント」という渦巻き状の揚げ菓子と思われるものが描かれている。墳墓の副葬品として、食物を作る人々の像や食物も出土しており、それらの研究から当時14種類の菓子があったとも推測されている。
紀元前2000年頃に地中海で海洋文明として成立したエーゲ文明はアジアの文物を媒介し、後継であるミケーネ文明をさらに引き継いだギリシア時代には、誕生日を祝う現代のバースデーケーキにあたるものなど100種を数える菓子があったと言われている。紀元前2世紀頃からはバターも知られはじめ、チーズの製造にも工夫が重ねられ専門の職人も存在しており、獣脂やガチョウなどの卵も菓子製造に利用されたようで、脂質を有する菓子作りの基本となる食材が揃い始めた時代でもあった。
文明の勃興期、穀物を製粉加工する粉食は世界各地で多発的に起こったとも考えられている。ユーラシア大陸の各所で派生した文化が成熟し、ギリシアとペルシアのように争いを含め様々な形で交わっていく過程で、菓子はさらに多様化し広まっていった。現代のアラブ諸国に見られる揚げ菓子も、ギリシアで婚礼菓子として用いられていた蜂蜜入りの揚げ菓子が由来であると考えられている。

### 職業としての確立と発展
紀元前7世紀頃に始まる古代ローマ時代、曖昧であったパンと菓子は種類により明確に分類されるようになった。それまで、どちらかと言えば女性が担う調理仕事の一つとして扱われていた菓子作りだったが、儀式の供物用に特別な菓子などが求められはじめ、種類も多彩になったことなどから、女性のみに限らず男性が職業として関わるようになり、紀元前171年には法的にも承認され、菓子職人が男性の職業として確立することとなった。当初、権力者や富裕層のために、あるいは特別な儀式のために作られていた菓子は、その製造が職業として認められ充実していくにつれ市民にも広まり、一部にはローマ市内で販売されるまでに至った。また、ローマ人の生活と神事は切り離せないものであり、様々に工夫され飾られた供物菓子が神殿に奉納されており、これらが現代の菓子のデコレーションの原型となっているとも考えられている。さらに、ガイウス・ユリウス・カエサルはアルプス奥地から氷雪を運ばせ、乳や蜜のほか酒を混ぜ、あるいは冷やして飲んだとも言われており、氷菓の原点もこの時代だったという説もある。
帝政となりローマがさらに繁栄を極めると、菓子に用いられる材料もますます多様になっていった。紀元前のアレクサンドロス3世による東方遠征時、インドにサトウキビの絞り汁を発酵させた「葦の茎からとれる蜜」があると報告されていたが、その発酵物を固めたと思われる「サッカラム」も蜂蜜や果糖と同様に菓子作りに用いられていたと考えられている。
さらに、312年頃には市内にパン屋と菓子屋が合わせて254軒もあったと伝えられており、合わせ型による焼き菓子や工芸菓子も登場し、富裕層や貴族階級の宴席を飾った。カトリックの洗礼式などで用いられる「ドラジェ」や、イタリアのクリスマスに欠かせない「パネトーネ」もローマ時代が起源と言われており、あらゆる物品が集うと言われ世界第一の都市であったローマにおける菓子の隆盛が、現代菓子の基礎となったと考えられている。

## ヨーロッパの菓子史

### 菓子と宗教
4世紀後半のローマ帝国の衰退以降、ヨーロッパは幾つもの国々が勃興しては争う時代となった。以降、ルネサンスまで菓子作りにおいてローマのような躍進的な創造はあまり見られない。また、この時代は都市構造や家屋整備の面でも停滞が見られ、柔らかなパンや菓子生地を焼ける大きなオーブンは一般の家々に備えることは許されず、各地の修道院や教会、荘園の領主などのみが所持していた。オーブンの使用料として卵や蜂蜜、チーズなどを納めることが求められ、このことは封建制度における弊害である反面、納められた材料を用いての菓子製造の専業化が進み、結果的にローマ時代に培われた菓子の製造技術が途切れず受け継がれていくこととなった。また、修道院や教会によるキリスト教の行事や祝祭日のための菓子の製造は、フランスの「ガレット・デ・ロワ」や「オスティ」などの宗教菓子を経て、クリスマスや復活祭など、後年ヨーロッパにおけるキリスト教の行事を彩る様々な菓子の発展へと繋がっていった。

#### イスラム文化と砂糖と十字軍
7世紀にイスラム教が成立、それを背景とするイスラム帝国が勃興する。同じ頃ペルシアではサトウキビを発酵させない精糖法が考案され、長期保存が可能になった砂糖は貴重な交易品としてイスラム帝国の拡大とともに東西に広まっていった。711年、イスラム帝国ウマイヤ朝の時代には、北アフリカ一帯も勢力下に収めイベリア半島も征服、地中海沿岸に大きく版図を広げた。それにつれてサトウキビの栽培と精糖技術も地中海沿岸諸国に広がったが、ヨーロッパに広く砂糖が知られるようになるのは、後の十字軍の時代であった。
イスラム教成立以降、キリスト教世界との対立が続き、ヨーロッパにおいてようやく国家的安定が得られはじめた11世紀から13世紀までの200年間、聖地奪還を掲げて幾度もキリスト教圏から東方へと十字軍の遠征が行われた。人の往来は交流を生み軍路の発達は物流を助け、結果として砂糖や香辛料をはじめとする東方の物産がヨーロッパに広まることとなった。だが、イタリア諸都市を通じ地中海貿易でしか得られない砂糖は、貴族や富裕層の間でしか手にできない貴重品であり、そのほとんどが滋養のためのいわば薬用として処方されるもので、菓子製造に利用するのではなく、当初はわずかにふりかけるといった用いられ方だったとも考えられている。また、貴重品であった砂糖の取引はやがて教会の許可制となり、修道院などで薬酒として作られていたリキュール酒の材料として香辛料と共に用いられることとなり、後年、甘いリキュール酒として菓子作りに活かされることとなった。
砂糖だけでなく十字軍のもたらした文物は、ヨーロッパの菓子作りに様々な影響を与えることとなった。小麦の育たない寒冷地でも栽培できる穀物ソバも、十字軍によってヨーロッパにもたらされたもので、フランスではサラザンと呼ばれている。中世においてアラブ諸民族を指す「サラセン」に由来した名だと考えられており、現代でもクレープなど様々な菓子に利用されている。また、フランス南西部に伝わる「パスティス」とモロッコに伝わる「パスティリャ」や、オーストリアの「シュトゥルーデル」とトルコの「バクラヴァ」の形の類似などから、広い範囲での交流があったとも考えられている。
食文化の暗黒期とも言われていた中世であるが、ローマ時代に基本がほぼ完成していた各種の焼き菓子には、砂糖やリキュールなどによるさらなる工夫の素地が用意された時代でもある。さらにインド原産のオレンジやレモン、中国原産のアプリコットなどがイスラム世界を経由して、さらに十字軍により運ばれ、砂糖の広まりとともに砂糖漬けにされた果実が、食後のデザートとして用いられるようになり、糖菓としての確立につながることとなる。そして、ブドウ酒や果実のジュースを入れた容器を塩を混ぜた雪や氷の中で撹拌するといった、現代にも通じる氷菓の製造法も伝来し、アラビア語で飲むを意味する「シャリバ」が語源と言われるフランスの「ソルベ」、英語の「シャーベット」といった氷菓もイタリアなどで作られはじめた。
現代欧風菓子の、小麦粉などの焼き菓子を主体としたパティスリー（Patisserie）、糖質が主体となった糖菓であるコンフィズリー（Confiserie）と氷菓であるグラス（Glace）といった大別は、中世の十字軍の東方遠征により図らずも育まれた文化交流によって成立していったとも考えられている。

### ルネサンスと大航海時代
ローマの衰亡以降、イタリア半島は統一を欠き紛争が続いていたものの、地中海貿易を担うヴェネツィアやフィレンツェなどが都市国家として発展していた。14世紀にこれらイタリアの都市国家が中心となって興ったルネサンスは食文化にも及び、十字軍のもたらしたイスラム圏からの食材を用いて、さらに工夫を重ねた菓子が登場する事となった。
一方、レコンキスタにより1492年、イベリア半島はイスラム支配を脱し、ヨーロッパの他の王朝に先駆けて強力な王権を獲得したスペインとポルトガルは、民族主義意識の高まりを背景にイスラーム勢力の駆逐と領土拡張に乗り出すこととなった。新航路の発見は領土と交易品をもたらし、ひいては莫大な富をもたらす。さらに、15世紀にかけてイスラム王朝の一つであったオスマン朝が帝国として台頭、地中海貿易をほぼ掌握したオスマン帝国による貿易関税への不満も加わり、ヨーロッパの各国が外洋へと走り出す、大航海時代となっていった。大西洋を渡り、西インド諸島はヨーロッパ諸国の一大サトウキビ生産地となり、貴重な輸入品であった砂糖をヨーロッパ人自ら精製し手にすることになった。そして、スペインによりチョコレートがヨーロッパにもたらされたのもこの時代であった。

#### フランスにおける菓子の集大成
フランス菓子が世界に知られる完成度を得る背景には、ヨーロッパ諸国の興亡と王朝間の婚姻があった。諸侯が割拠していた西フランク王国をまとめたカペー朝が1328年に断絶した後、フランスはイングランドとの百年戦争に苦しむこととなる。1453年にフランスの勝利で戦争は終結し、以降次第に国力をつけ幾度もイタリアに攻め入り、イタリア戦争を引き起こした。1533年にメディチ家のカトリーヌ・ド・メディシスが、政略結婚ともいえる形でフランス王アンリ2世に嫁している。カトリーヌは文化的には後進であったフランスにナイフとフォークを持ち込んだと言われ、実際に当時のイタリアの生活様式が全て再現できるよう、料理人や製菓人まで供にしていた。シャーベット、マカロン、フランバジーヌ、プティ・フールなど、今日フランスの伝統菓子とも思われているほとんどは、イタリアから伝わったものだとも考えられている。さらにスペイン王家からフランス王家へ、1615年にアンヌ・ドートリッシュ、1660年にマリー・テレーズ・ドートリッシュが嫁ぎ、チョコレートとその調理法もフランスに渡った。ルイ15世に嫁いだポーランド王スタニスワフ・レシチニスキの娘マリー・レクザンスカは父娘ともに美食家でも知られており、ババやヴァローヴァンを創造したと言われている。1769年、オーストリアのマリー・アントワネットがルイ16世に嫁いだことで、ドイツ菓子の製法も流入する。ヨーロッパ主要国の菓子の製法がフランスに集まり、ヨーロッパの菓子の集大成としてのフランス菓子が、その完成にむけて大きく躍進することになる。

### 菓子製造の近代化と産業革命
イタリアをはじめ元はヨーロッパ各地で創作された菓子が、フランス菓子として現代に認知されている要因の一つに、菓子の製法を系統立ててまとめ正確に伝播できるようにした点が挙げられる。1784年、革命前のフランスに生まれたアントナン・カレームは製菓だけでなく料理の技量においても秀逸であり、製菓や料理の技法を記した多数の著作を残した。シャルロット、ジュレ、ババロア、ブラン・マンジェ、プディング、ムース、スーフレなど、まさに現代に主流となっている口当たりの良い菓子をこの時代にデザートとして提案しており、同時代のみならず後の菓子職人たちにも大きな影響を与えている。
18世紀に始まった産業革命にともない、精糖産業にも変革が訪れる。16世紀に寒冷地でも栽培できる甜菜（サトウダイコン）からも砂糖が精製できることが発見されていたが、サトウキビを越えて広まることはなかった。しかし、1806年イギリスを封じ込めヨーロッパの経済支配を狙ったナポレオンの大陸封鎖令により砂糖が入手できなくなったことから、甜菜の栽培による砂糖生産が奨励されることになる。19世紀中頃に生産が軌道に乗り、精糖産業の工業化が進んだ。このことは、様々なコンフィズリーは元より、ビスケットやチョコレートなどの普及へと繋がり、ローマの昔から富裕層や特権階級の享受するものだった甘い菓子が、ヨーロッパ中に豊富に出回り始めるきっかけとなった。
パティスリー、そしてコンフィズリーの普及と完成を助けた産業革命だったが、氷菓やアイスクリームこそ産業革命の申し子と言える菓子であった。1867年にドイツで製氷器が発明され、アイスクリーム製造の機械化は一気に進んだ。アメリカでは企業で量産されるようになり、後にアメリカの国民食と言われるほどの普及を見る。以降、グラス（氷菓）は、デザートやアントルメとしてのヨーロッパ式と、量産システムによるスナックとしてのアメリカ式の2つの傾向に分かれて発展することになった。

## 中国の甜点心
文明の黎明期、同じような粉食文化が始まりながら、中国では菓子について独自の位置づけがなされ、点心としての発展を遂げた。
現代、世界で菓子として認識されている食品を、中国の食において一括りにするのは難しい。中国の食は、食事をするといった意である「吃飯」と、軽食をとるといった意味合いの「吃点心」に大別できる。吃点心の中でも、粉を練って作った皮で餡を包み込んだものを点心と言い、さらに甘味のものを甜点心としており、「月餅」や小豆餡の饅頭である「豆沙包子」などが良く知られている。同じく吃点心の中で、果物を意味する果子があり、果物の砂糖漬けや、果汁で作った糖菓子などはこれに含まれる。「杏仁豆腐」は本来は「吃飯」の菜で宴席料理の甜湯であるが、少量を供した場合は小食として吃点心としても扱われる。アイスクリームや氷菓は食ではなく飲に属し、喝の冷飲として扱われている。
黄河文明期、紀元前3000年頃の仰韶文化期において石臼や杵が使用されており、穀類を砕き加工し調理する技術は中国でも古代から知られていた。だが、粉食が中国食文化に浸透し始めたのは、前漢武帝の時代、匈奴を挟撃するべく大月氏に使者として送られた張騫が、紀元前126年に小麦とその製粉技術を持ち帰ってからとされている。北魏の末、500年頃の著作『斉民要術』には、粉食としての点心が詳細に記述されており、小麦を加工した「餅（ピン）」などの記述も見られるが、当時の製粉技術は石臼と杵であり、7世紀初頭から10世紀初頭に栄えた唐の時代、碾磑など水車を使った大規模な製粉技術がもたらされて後、中国食文化が本格的に粉食主体となったと考えられている。さらに、唐時代はイスラム帝国が勃興する時代と重なっており、世界交易の拠点でもあった長安にはペルシア人も頻繁に訪れた。長安の都にはドーナッツのような揚げ物である「環餅」や「油餅」などを売る店が並び、ペルシア風の食べ物「胡食」が流行した。精糖技術も伝わり、甜点心はさらに発展した。茶を飲み点心・小食を食べる、いわゆる飲茶という食習慣が全国に普及したのも唐の時代と考えられている。以降、元代にはモンゴル人の食習慣が取り入れられ、乳や酪といった素材を用いた甜点心が作られた。清代には満州族の菓子「シャーチーマー」なども中国全土に広がり、また1840年のアヘン戦争に前後してヨーロッパの菓子も流入した。ビスケットは「餅乾」として普及し、ケーキは欧風菓子を意味する「西式点心」として区分されていた。

## アメリカの菓子
アメリカの菓子は、今日の日本人の標準的な感覚からすると着色料や砂糖などが多く使われているものが多い。アメリカの菓子は、リコリスや、ジュースでいえばルートビアやジンジャーエール、ドクターペッパーなどの薬のような風味のものも多い。また、トルティーヤチップスやポテトチップスなどをはじめとしたスナック菓子が人気である。チョコレートではM&M'S（マスターフーズ）などが有名である。

## 日本における菓子

### 歴史

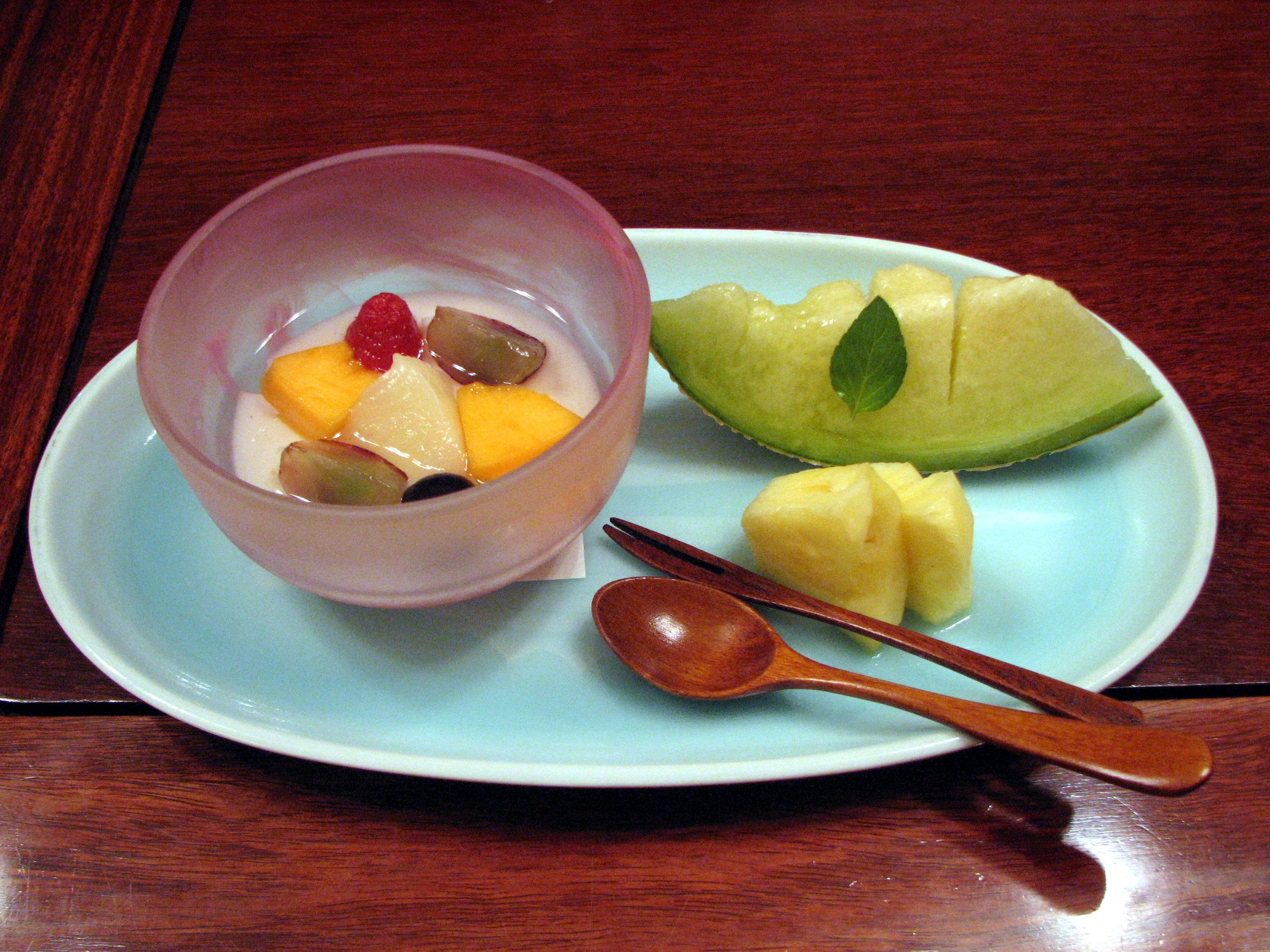
現代においても会席料理などでは、このようなフルーツのことを「水菓子」と呼ぶ。

日本では、子供たちと大人たちが食べられていた。縄文時代において、栗の実を粉状にしたものを固めて焼いたと見られる独自のクッキーが食べられていた。また古代の日本では果実や木の実などを総称して「くだもの」と呼んでいた。漢字が伝来し「くだもの」に「菓子」あるいは「果子」の字があてられるようになった。そして、奈良時代から平安時代にかけて中国から穀類を粉にして加工する製法の食品が伝わり、これが唐菓子（からくだもの）と呼ばれるようになる。果実とは全く異なる加工された食品ではあるが、嗜好品としては果実同様であるとして「くだもの」と分類されたのではないかとも考えられている。なお、加工食品としての菓子が伝来して以降、果物については「水菓子」と呼んで区別するようになった。
続いて、室町時代から安土桃山時代にかけて茶道の隆盛に伴い、点心としての菓子が求められ始めた。中国では肉類を用いて作られている羊羹や饅頭がもたらされたが、日本では仏教の影響下、肉類ではなく小豆や豆類など植物性の素材に置き換えて作られるようになった。これが後に、和菓子の方向性を決定したとも考えられている。
一方、室町時代末から鎖国令までの間、世界は大航海時代の中にあり、南蛮菓子の輸入時代ともなっていた。カステラ、ボーロ、金平糖、カルメラなど、日本独自の製法が工夫され和菓子として発展した菓子もある。
茶道とともに発達した点心は京都でさらに発展し、練り羊羹や餅菓子、半生菓子から打物の干菓子まで、工芸的趣向をこらしたものになり京菓子として隆盛を極めた。しかし江戸時代も後期になると、京菓子に対抗して江戸文化により育まれた上菓子が隆盛を見せる。また、白砂糖は上菓子のみに用いるといった制限を逆手にとり、駄菓子と言われる黒砂糖を用いた雑菓子類も大きく発展した。
明治維新により鎖国令が解かれると、海外からドロップ、キャンディ、チョコレート、ビスケットなどが輸入されるようになり、日本の菓子は革命とも言える大転機を迎えることになった。大航海時代からの経済発展により完成の域に達したフランス菓子などが伝えられる一方で、産業革命により機械化効率化した菓子製造法まで一気に伝来し、日本の「洋菓子」として幅広い発展を見ることとなった。10年ほどの間「菓子税」という国税があったが、1896年（明治29年）の営業税の国税移管にともない、廃止となった。
戦時色が強くなった1940年には洋菓子、和菓子にも公定価格が導入され、販売価格が全国統一された。この際、ビスケットやキャンディーなどは原材料を基に規格が定められたものの、カステラなどは単に重さ当たりで価格が決められたため、高価な材料の使用が控えられ製品の劣化が深刻化。1941年には改めてカステラなどに用いる砂糖や鶏卵の使用量が定められるなど製造者側も消費者側も混乱する事態となった。

### 菓子の分類
代表的な分類として和菓子と洋菓子の分類がある。また、日本標準商品分類には「菓子類」の記載がある。
特定商品の販売に係る計量に関する政令の別表第1第12号に「菓子類」の記載があるが、この分類では以下のものは含まれないとされている。
1. 農水産物の極めて簡易な加工を行うもの - 焼きいも、いり豆、乾燥果実などは「菓子類」に含まれない[4]
2. 主として副食として使用するもの - ジャムやクリームなどは「菓子類」に含まれない[4]
3. 二次加工品の原料となるもの - 水飴、あん類、もなかの殻などは「菓子類」に含まれない[4]

一方、食品衛生法では「製造直後で水分40%以上。餡、クリーム、ジャムなどが入ったものでは水分30%以上を含むもの」を生菓子とし、それ以外を干菓子とする基準を定めている。
業界団体などは、生菓子と干菓子の分類に加え、以下の基準で菓子の分類を定めている。
1. 出来上がり直後において水分が40%以上の物。ただし、餡、クリーム、ジャム、寒天またはそれに類する物を使用している場合は水分が30%以上の物 - 生菓子
2. 水分含量が10%以上40%未満の物 - 半生菓子
3. 10%未満の物 - 干菓子

### 製造と販売

#### 製菓メーカー
日本で幕末から明治にかけては、ドロップ、キャンデー、チョコレート、ビスケット等が輸入される。
 (PDF) にあるとおり、神戸では港開港後の1870年にはオランダ人創業のホテルで居留地外国人向けの菓子提供を行う一方で焼き菓子の製作がなされていることが知られる。1875年には東京の老舗菓子店の米津・凮月堂がビスケットを商品化。その後
 (PDF) によると、
1899年には森永製菓が機械化による大量生産を行い始める。その後1910年に不二家、1916年に東京菓子→明治製菓、1922年に江崎グリコといった今日でも知られる製菓メーカーが創業していく。これらのメーカーが手がけた洋菓子は原材料が滋養に良いとされ、またさまざまな宣伝販促を積極的に展開し、普及していった。
塩見菜摘 (PDF) によると
戦後はチューイングガムに取り組んだロッテや、スナック菓子が代表のカルビーなどが台頭してくる。
お菓子の歴史 (PDF) によると、1952年の砂糖統制撤廃から菓子大量生産時代、昭和30年代からの売上上昇期と機械化による本格的な大量生産時代、1971年から全菓子自由化をへて菓子を扱う企業は成長していった。そして昭和50年代以降は人々の健康志向から現代までは、菓子業界も健康志向時代であるとしている。
資本と売上上位
- 江崎グリコ
- カルビー
- 明治 (企業)
- ブルボン
- 亀田製菓
- 中村屋
- 井村屋グループ
- 湖池屋
- ロッテ
- ブルボン
- ネスレ日本
- モンデリーズ・ジャパン
- モロゾフ
- 寿スピリッツ
- 岩塚製菓
- 名糖産業
- カンロ
- バスキン・ロビンス（サーティワン）
- セイヒョー
- シベール
- 洋菓子のヒロタ
- ハウス食品
- エスビー食品
- 日清シスコ
- 北陸製菓（HORICO）
- ギンビス
- 三立製菓
- ロイズコンフェクト
- サクマ製菓
- 佐久間製菓
- フルタ製菓

- 森永製菓
  - 森永デザート
  - 森永乳業
  - 森永北陸乳業
- ヤマザキグループ
  - 山崎製パン
  - 東ハト
  - ヤマザキビスケット
  - 不二家
  - 秋田いなふく米菓
  - ヴィ・ド・フランス
  - 末広製菓

地域別売上高上位3社 (PDF) 
※上記はのぞく。
- 六花亭製菓 (北海道、おもな商品：マルセイバターサンド、ストロベリーチョコ）
- 石屋製菓 (北海道、おもな商品：白い恋人）
- ケイシイシイ (北海道、おもな商品：LeTAO（ルタオ）、ドゥーブルフロマージュ）
- でん六 (山形県、おもな商品：でん六豆、ポリッピー）
- 菓匠三全 (宮城県、おもな商品：萩の月）
- ラグノオささき (青森県、おもな商品：いのち、気になるリンゴ）
- 三幸製菓 (新潟県、おもな商品：雪の宿、ぱりんこ、チーズアーモンド）
- シャトレーゼ (山梨県、おもな商品：シャトレーゼ）
- おやつカンパニー (三重県、おもな商品：ベビースター、ブタメン）
- ユーハイム (兵庫県、おもな商品：ユーハイム、バウムクーヘン）
- カバヤ食品 (岡山県、おもな商品：ゴールドチョコレート、ジューC）
- 壽製菓 (鳥取県、おもな商品：因幡の白うさぎ）
- 源吉兆庵 (岡山県、おもな商品：宗家 源 吉兆庵）
- あわしま堂 (愛媛県、おもな商品：どら焼、カステラ）
- ルナ物産 (愛媛県、おもな商品：ＯＥＭ商品（チルドデザートなど）
- ハタダ (愛媛県、おもな商品：ハタダ栗タルト、御栗タルト）
- 森田あられ (福岡県、おもな商品：もち吉、餅のおまつり）
- さかえ屋 (福岡県、おもな商品：さかえ屋、なんばん往来）
- 明月堂 (福岡県、おもな商品：博多通りもん）

その他
あ行
- 青木屋
- 青柳総本家
- 赤いリボン
- 赤城乳業
- 赤福
- 芥川製菓
- アサヒグループ食品
- あさひ製菓
- 朝日屋本店
- あじまん
- アッシュ・セー・クレアシオン
- アトリオン製菓
- 安部製菓
- あまとう (製菓メーカー)
- アマンド
- あみだ池大黒
- アメハマ製菓
- ありあけ (製菓業)
- 淡平
- アントステラ
- イソップ製菓
- イトウ製菓
- いずみ製菓
- 石屋製菓
- イコマ製菓本舗
- 石村萬盛堂
- 泉屋東京店
- 井関食品
- 一文字屋和輔
- 一六本舗
- いと忠
- いなだ豆
- 岩本製菓
- UHA味覚糖
- 植垣米菓
- うつぼ屋
- うろこや総本店
- 越後製菓
- エイワ (菓子メーカー)
- エースベーカリー
- エーデルワイス (製菓業)
- 江口栄商店
- エッグス
- エムアンドビー
- 大阪前田製菓
- オークラ製菓
- お菓子の香梅
- オイシス
- 黄金糖
- 大阪前田製菓
- 大阪屋 (新潟市)
- 大阪屋製菓 (鹿児島市)
- 御菓子御殿
- 御菓子司 せきね
- 岡野食品産業
- お亀堂
- 小倉山荘
- 尾長屋
- オランダ家
- オリオン (日本の製菓業者)

か行
- 春日井製菓
- 春日井製菓相生
- カクダイ製菓
- 香月堂
- 菓子舗榮太楼
- 菓道
- 亀屋万年堂
- 唐草 (製菓)
- かんのや
- 菊家
- 北菓楼
- 北の綿雪
- 北川製菓
- キッコー製菓
- 杵屋本店
- 共親製菓
- 協同乳業
- 金吾堂製菓
- 銀座コージーコーナー
- クラシエフーズ
- 久保田食品
- 黒船 (菓子店)
- 熊本菓房
- 栗山米菓
- クロボー製菓
- ケーニヒスクローネ
- 小岩井乳業
- 五感 (製菓業者)
- 小久保製氷冷蔵
- コビト
- 小松製菓
- コリス
- コロンバン

さ行
- さいとう製菓
- 坂栄養食品
- 栄屋乳業
- サザエ食品
- 札幌千秋庵製菓
- ざびえる本舗
- 澤田屋
- 山樹氷
- サンタ (製菓)
- サンラヴィアン
- 清正製菓
- 伸光製菓
- 資生堂パーラー
- 柴舟小出
- 島田製菓
- ジミー
- ジャパンフリトレー
- 春華堂
- 昌栄
- 正栄食品工業
- 正栄デリシィ
- シンケールス
- 真盛豆
- 末広製菓
- スイートガーデン
- 寿恵広
- 杉本屋製菓
- 杉山フルーツ
- 鈴木栄光堂
- 諏訪商店
- センタン
- セイカ食品
- 扇雀飴本舗
- 総本家黒田家

た行
- 大東カカオ
- 第一製菓
- 大山乳業農業協同組合
- 大藤 (菓子)
- 高梨乳業
- 宝製菓 (神奈川県)
- 宝製菓 (鳥取県)
- タクマ食品
- 田口乳業
- 竹下製菓
- 竹田本社
- 竹屋 (三重県)
- たねや
- 旅がらす本舗清月堂
- 玉乃屋
- たらみ
- ダロワイヨ
- 高岡食品工業
- ちぼり
- 中央軒
- 中家堂
- ちん里う本店
- 東京フード
- つのせ
- ツマガリ
- つる平
- THEOBROMA
- 豆子郎
- 東豊製菓
- 東洋ナッツ食品
- トーラク
- 十日町すこやかファクトリー
- トミゼンフーヅ
- 虎屋本舗

な行
- 中浦食品
- 長崎堂
- 中村醸造元
- 那智黒
- 七尾製菓
- 七越製菓
- 浪速製菓
- 浪花屋製菓
- 中山製菓
- 中野製菓
- 七尾製菓
- 日東あられ新社
- 日新化工
- 二鶴堂
- にしき堂
- ニシダ飴
- 日新製菓
- 日清製菓
- 日世
- ニッポー
- 日本フード
- 日本チョコレート工業協同組合
- ネスレコンフェクショナリー
- ノーベル製菓
- 野田屋菓子舗

は行
- ハーゲンダッツジャパン
- 梅林堂 (埼玉県)
- 白十字 (菓子メーカー)
- バッケンモーツアルト
- パイン
- 橋本製菓
- ハレルヤ製菓
- ハレルヤ (製菓業)
- パティシエ エス コヤマ
- 浜幸
- ハマダコンフェクト
- 林万昌堂
- 坂角総本舗
- パンピー食品
- ひざつき製菓
- 美十
- 備前屋
- ヒマラヤ製菓
- 不二製油
- フジバンビ
- 凮月堂
- フェスティバロ
- 深川油脂工業
- 福屋製菓
- フジッコ
- 冨士屋
- 不二屋食品
- 不二家東北
- フタバ食品
- 船橋屋
- プレシア
- フレンテ・インターナショナル
- 文明堂
- 別子飴本舗
- ベンテンドー
- ぼんち
- 豊珠興産
- 母恵夢
- 母恵夢本舗
- 北越 (富山県)
- 北辰フーズ
- ホリ (製菓業)
- ホンダ製菓
- ホンダ米菓
- ほんま (製菓メーカー)

ま行
- マンナンライフ
- 丸永製菓
- 前田製菓
- マスターフーズリミテッド
- マース ジャパン
- マコロン製菓
- マスヤ
- 松浦食品
- 松岡製菓
- 松尾製菓
- 松崎商店
- 松崎冷菓工業
- 松永製菓
- 松山製菓
- ママリス
- 丸川製菓
- 丸金食品
- マルシゲ
- 丸屋本店
- 三浦製菓
- 三星食品（テイカロ）
- 三重寿庵
- 味覚糖
- 美坂屋
- 三星 (菓子製造)
- 三ツ矢製菓
- 宮田 (企業)
- 宮田製菓
- みよし (企業)
- 明治チューインガム
- 名糖アダムス
- 名物かまど
- 明友
- メリーチョコレートカムパニー
- 森八
- モンシェール
- モンテール

や行
- やおきん
- 有楽製菓
- 洋菓子のヒロタ
- 洋菓子舗ウエスト
- ヨックモック
- よっちゃん食品工業

ら行
- ライオン菓子
- リクロー
- リボン (企業)
- リボン食品
- 柳月
- リスカ
- ロック製菓
- 六時屋
- 六甲バター
- ロバ菓子司

わ行
- 若尾製菓
- わかさいも本舗
- 若狭屋老舗
- わらく堂

#### 販売
日本では1959年（昭和34年）に回転する什器「Gram（グラム）」による菓子の量り売りが名鉄百貨店に初めて導入され全国のデパートなどに広まっていった。

## 菓子と健康

### 英国
イギリスでは16歳以下を対象とするテレビ番組でジャンクフードのコマーシャルは放送できない。2007年、イギリス政府は、合成保存料の安息香酸ナトリウムと合成着色料の入った食品が、子供に注意欠陥・多動性障害（ADHD）を引き起こすという研究結果を受けて、ドリンクやお菓子にそれらが入ったものが多いとして注意を促し、2008年4月、英国食品基準庁（FSA）は注意欠陥・多動性障害と関連の疑われる合成着色料6種類について2009年末までにメーカーが自主規制するよう勧告した。ガーディアン紙によれば、この政府勧告による自主規制の前に、大手メーカーは2008年中にもそれらの食品添加物を除去する。自主規制対象のタール色素は、赤色40号、赤色102号、カルモイシン、黄色4号、黄色5号、キノリンイエローである。
2008年3月、これを受けて、欧州食品安全庁（EFSA）は、イギリスでの研究結果は1日あたりの摂取許容量（ADI）の変更にのための基準にはできないと報告した。しかし、4月イギリスは再び排除すべきだと勧告を行い、8月には欧州は摂取量の見直しをはじめこれらの合成着色料を含む飲食品に「注意欠陥多動性障害に影響するかもしれない」という警告表示がされることになると報道された。

### 米国
アメリカ医学研究所 (IOM) は、子供をターゲットとした高カロリーで栄養価に乏しい食品のコマーシャルが、肥満と関連しているとし、自主規制ないし政府の介入を求めた。シカゴ大学は、18歳未満をターゲットにしたコマーシャルの90%以上が栄養価に乏しい食品であり食の嗜好に影響を与えると報告した。マクドナルドやペプシコなど11の大きな業者が、12歳以下の子供にはジャンクフードの広告をやめることで合意した。

### 日本
関連した政策としては、厚生省による21世紀における国民健康づくり運動において、病気を予防するために目標を設定して目標達成を目指す運動を行っているが、甘味料の特に砂糖が虫歯（う蝕）を発生させるとして、甘味料に関する正確な知識の普及と甘味食品・飲料の間食の摂取回数の減少を目標としている。